# Óscar Arrús
Óscar Félix Arrús Grillo, más conocido como Óscar F. Arrús (Callao, 2 de julio de 1887-Lima, 1 de noviembre de 1969) fue un abogado, periodista, economista y docente universitario peruano. Fue ministro de Educación Pública en 1939, durante el segundo gobierno de Óscar R. Benavides; así como senador por El Callao, de 1945 a 1948.

## Biografía
Nacido en La Punta, Callao, el 2 de julio de 1887, siendo hijo de Darío Arrús y Matilde Grillo. Su padre fue fundador y director del diario El Callao.
Cursó su educación secundaria en el Instituto Lima y en el Convictorio Peruano. En 1903 ingresó a la Universidad Nacional Mayor de San Marcos, donde en 1908 se graduó de doctor en Ciencias Políticas y Administrativas. En 1910 se recibió de abogado y se graduó de doctor en Jurisprudencia.
Empezó trabajando en el sector público. Fue secretario de la Superintendencia General de Aduanas, jefe de la sección de Estadística de la misma, y personero del fisco en la empresa del Muelle y Dársena del Callao.
En 1917 el segundo gobierno de José Pardo y Barreda lo envió a Argentina con la misión de estudiar el servicio de estadística y censo de dicho país, que había sido escogido como modelo para el Perú. De retorno a su país, presentó al gobierno un informe, y a base de ello, se creó la Dirección de Estadística, anexa al Ministerio de Fomento y Obras Públicas, de la que fue nombrado primer titular. En 1920 organizó un censo en Lima y Callao.
Incursionó también en el periodismo, como redactor del diario El Callao, y como encargado de la sección de Economía y Finanzas del diario La Prensa. Posteriormente llegó a ser presidente del directorio del diario El Callao, así como de otras empresas comerciales e industriales.
Se dedicó a la docencia en la Facultad de Ciencias Económicas de la Universidad de San Marcos. Dictó el curso de Estadística, siendo el primero en América Latina que introdujo la cuantificación seriada del costo de vida, tomando como base el año 1913. Asimismo, inauguró en dicha universidad el curso de Estadística, Finanzas y Legislación Financiera del Perú. Llegó a ser decano de la mencionada facultad, así como jefe del departamento de Investigaciones Económicas del Banco Central de Reserva del Perú.
El 19 de abril de 1939, fue nombrado y juramentado como ministro de Educación Pública, integrando el Consejo de Ministros presidido por Manuel Ugarteche, del segundo gobierno del presidente Óscar R. Benavides. Fue el último ministro de Educación de dicho régimen dictatorial, que el 8 de diciembre del mismo año dio pase al primer gobierno constitucional de Manuel Prado Ugarteche.
En 1945 fue elegido senador por la provincia constitucional del Callao. Formaba parte de la agrupación de partidos Frente Democrático Nacional, la misma que llevó al poder a José Luis Bustamante y Rivero. El golpe de Estado de 29 de octubre de 1948 puso fin a su labor parlamentaria. 
El 23 de julio de 1934 se casó con Esther Enriqueta Olivera.